# Communauté de communes du Pays de Bécherel
Die Communauté de communes du Pays de Bécherel ist ein ehemaliger französischer Gemeindeverband (Communauté de communes) im Département Ille-et-Vilaine in der Region Bretagne. Er wurde 1990 gegründet und umfasste zuletzt 10 Gemeinden.
Am 1. Januar 2014 wurde die Communauté aufgelöst, die Mitgliedsgemeinden wechselten in andere Gemeindeverbände, wie die Rennes Métropole, die Communauté de communes Bretagne Romantique und die Communauté de communes de Saint-Méen Montauban.

## Mitglieder
1. Bécherel
2. Cardroc
3. Irodouër
4. La Chapelle-Chaussée
5. Langan
6. Les Iffs
7. Miniac-sous-Bécherel
8. Romillé
9. Saint-Brieuc-des-Iffs
10. Saint-Pern

## Quelle
- Le SPLAF - (Website zur Bevölkerung und Verwaltungsgrenzen in Frankreich (frz.))